# عين الدلب (جبيل)
عين الدلب، إحدى القرى اللبنانية في قضاء جبيل.
- المسافة من بيروت: 50 كلم
- الارتفاع عن سطح البحر: 1020 م
- القرى المحاذية: الحصون، بيزون، الصوان، مشان، عين جرين